# Chris Parnell
Chris Parnell (* 5. února 1967) je americký herec a komik. Narodil se v Memphisu a v sedmnácti letech se rozhodl pro hereckou kariéru. Docházel na Severokarolinskou univerzitu. Později se usadil v Los Angeles, kde se stal součásti improvizačního divadelního souboru The Groundlings. V letech 1998 až 2006 byl stálým členem pořadu Saturday Night Live, hrál například ve skeči More Cowbell. Dále ztvárnil například doktora Lea Spacemana v seriálu Studio 30 Rock. Také hrál například ve filmech Šéfe, jsem v tom! (2009), Útěk z planety Země (2013) a Souboj pohlaví (2017).